# Paulo Kielwagen
Paulo Kielwagen é um quadrinista e professor universitário brasileiro. Natural de Tremembé, mudou-se para Joinville aos 8 anos. É formado em Design Gráfico e tem pós-graduação em Estratégia Corporativa. Começou sua carreira ilustrando a HQ educativa Cineducação em Quadrinhos e as histórias em quadrinhos do personagem Menino Caranguejo, de Chicolam. Também trabalhou no app Lazybug Resort, no jogo de cartas Butim e participou dos álbuns 321: Fast Comics, Clássicos Revisitados 2: Monstros Noir, Clássicos Revisitados 3: Romance e Terror, O Gralha Artbook e Um Rock Para Caçador. Também é professor da Faculdade de Design Digital da PUC-Campinas.
Em 2009, após adotar um gato para o qual deu o nome de Blue, Kielwagen criou um personagem de mesmo nome inspirado no novo bicho de estimação. Contudo, apenas em 2012 Blue passou a ter quadrinhos publicados de forma regular e com periodicidade diária no site Blue e os Gatos, título que que também passou a nomear a webcomic. As histórias giram em torno do dia a dia de Blue, a família de seu dono e os outros gatos que moram com eles.
A partir de 2013, com o número de acessos aumentando, Kielwagen começou a lançar produtos relacionados ao personagem, como canecas e camisetas, além da primeira coletânea impressa das tiras. Em 2014, uma nova coletânea, intitulada Blue: um Dia de Gato, foi viabilizada através de financiamento coletivo pela plataforma Catarse.
A terceira coletânea, intitulada Blue: Esmagatinho, focada principalmente no relacionamento de Blue com Alice, a filha de Kielwagen, então um bebê, teve 128 páginas com a republicação do terceiro ano das webcomics, além de tiras inéditas e conteúdos extras. Em 2017, foi ainda lançado o romance gráfico O Mistério de Gatuno, considerado um spin-off da série, no qual o gato Gohan (um dos companheiros de Blue nas tiras regulares) assume o papel de um ex-policial e detetive particular atrás de pistas que levem a apreensão de Gatuno, um vilão que age no submundo do crime.
Em 2008, Paulo Kielwagen ganhou, junto com Chicolam, o Troféu HQ Mix de melhor publicação independente de autor e o Prêmio Angelo Agostini de melhor lançamento pela HQ Menino Caranguejo. Em 2015, ganhou novamente o Angelo Agostini, dessa vez como melhor web quadrinho por Blue e os Gatos.